# Jacobo Grinberg
 (mai 2021).
Jacobo Grinberg Zylberbaum dit Jacobo Grinberg, (Mexico, 12 décembre 1946), est un neurophysiologiste et psychologue mexicain.

## Biographie
En 1970, il part à New York pour étudier la psychophysiologie au Brain Research Institute. Il y obtient un doctorat sur les effets électrophysiologiques des stimuli géométriques sur le cerveau humain,
En 1987, il fonde au Mexique l'Institut national pour l'étude de la conscience (INPEC). Il y tente d'appliquer la méthode scientifique dans des études sur le chamanisme et d'autres états de conscience non ordinaires comme la méditation, mais aussi des disciplines orientales, l'astrologie et la télépathie,. Ervin Laszlo considère qu'à travers ses expériences, il apporte des preuves de l'existence du champ akashique
Il a écrit 46 livres sur ces différents sujets. Il est porté disparu depuis le 8 décembre 1994 dans des circonstances mystérieuses.

## Activités de recherche
La théorie syntergique de Jacobo Grinberg propose qu'il existe un continuum d'espace énergétique et que l'homme ordinaire ne peut en percevoir qu'une partie. Le résultat de ce processus serait ce que chacun comprend comme étant "la" réalité.
Grinberg-Zylberbaum  rapporte avoir « prouvé » la télépathie à partir d’expériences dans lesquelles un sujet d'une paire liée par empathie a été stimulé par des flashs lumineux, et où il rapporte avoir constaté la présence d'onde similaires dans les potentiels évoqués visuellement (PEV) des deux sujets, le second étant isolé dans une pièce empêchant tout contact entre les deux participants. Ce "potentiel transféré", selon le terme employé par Grinberg-Zylberbaum ne serait apparu que dans un état de "connexion" entre les deux sujets, établie par une méditation à deux préalable à la mesure,.  Les commentateurs et les auteurs établissent un lien avec le paradoxe Einstein-Podolsky-Rosen et les théories quantiques.

## Publications récentes
- La Experiencia Interna; Trillas, México 1975. INPEC 1987
- La Construcción de la Realidad; Trillas, México 1975. INPEC 1987
- Las Creaciones de la Existencia; Trillas, México 1976
- El Vehículo de las Transformaciones; Trillas, México. 1976
- Más allá de los Lenguajes; Trillas, México 1976
- Psicofisiología del Aprendizaje; Trillas, México 1976
- Nuevos Principios de Psicología Fisiológica; Trillas, México 1976
- El Despertar de la Conciencia; Trillas, México 1978
- Los Fundamentos de la Experiencia; Trillas, México 1978
- El Cerebro Consciente; Trillas, México 1979